# Leyenda urbana

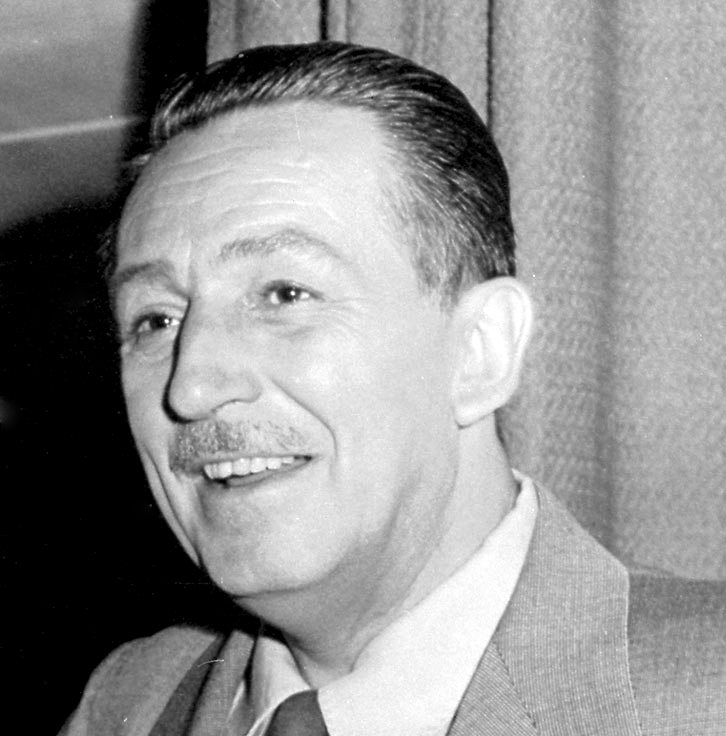
Los restos humanos de Walt Disney están guardados en un nicho junto con los de su familia. Jamás fue criogenizado o, como se suele decir, «congelado». Esta afirmación es una de las leyendas urbanas más persistentes.

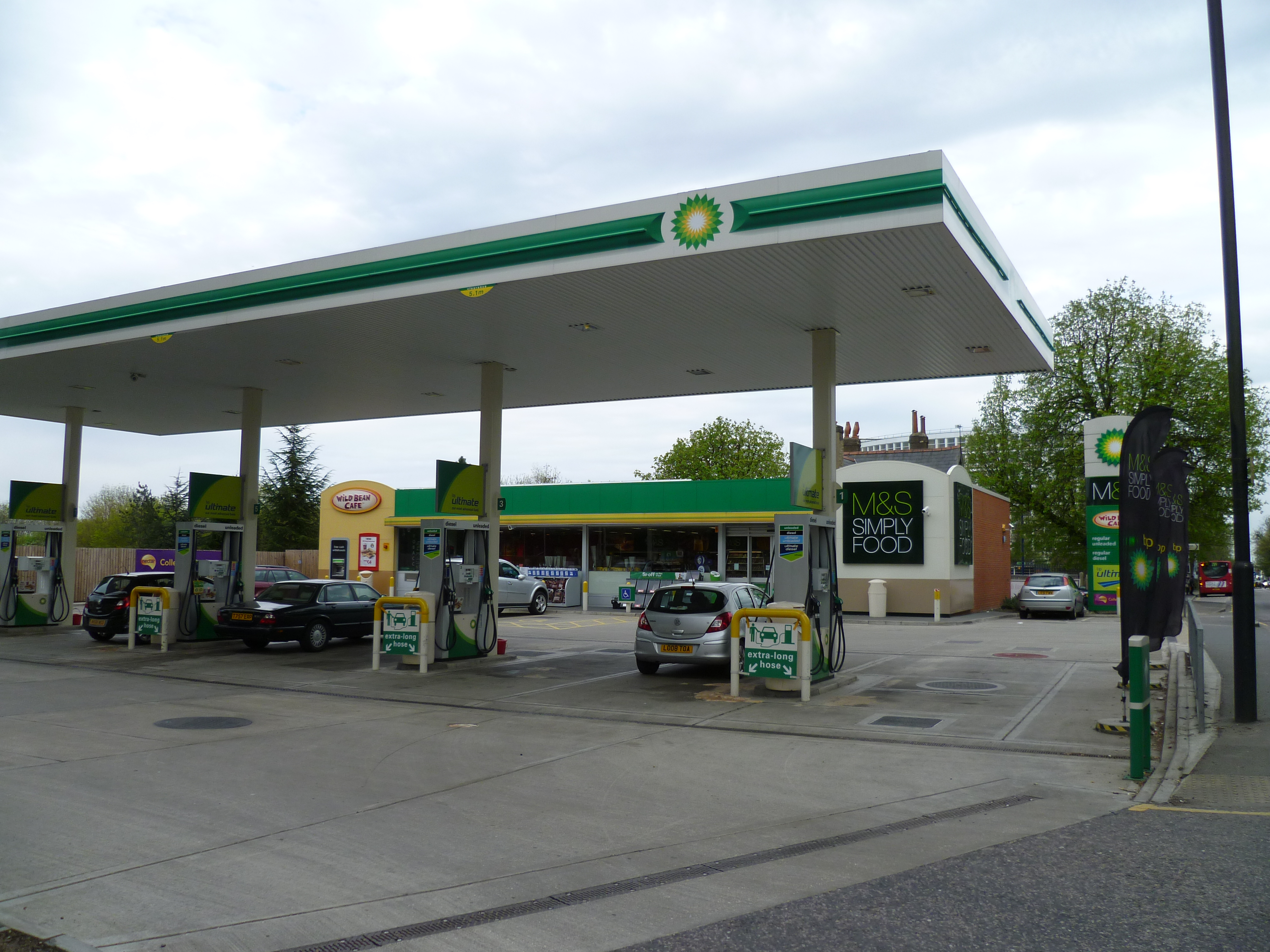
Hay muy pocas leyendas urbanas que hayan ocurrido alguna vez. Una de ellas es la de un matrimonio que ha olvidado a su hijo en una gasolinera.

Una leyenda urbana (del inglés: urban legend) es un relato perteneciente al folclore contemporáneo; se trata de un tipo de leyenda o creencia popular, a veces emparentable con un tipo de superstición, que, pese a contener elementos sobrenaturales o inverosímiles, es presentada como hechos reales sucedidos en la actualidad. Algunas parten de hechos reales, pero estos son exagerados, distorsionados o mezclados con datos ficticios. Circulan a través del boca a boca, correo electrónico o medios de comunicación como prensa, radio, televisión o Internet. Suelen tener como trasfondo una «moraleja».
Una misma leyenda urbana puede llegar a tener infinidad de versiones, situadas generalmente en el entorno de aquellos que las narran y reciben. Por su adecuación a la sociedad industrial y al mundo moderno reciben el calificativo de «urbanas», que las opone a aquellas leyendas que, habiendo sido objeto de creencia en el pasado, han perdido su vigencia y se identifican con épocas pasadas. A menudo, el narrador afirma que los protagonistas de la leyenda urbana fueron conocidos o parientes de alguna persona cercana. Por este motivo, en inglés se las conoce también como FOAFT (friend of a friend tales: «historias del amigo de un amigo»).
A menudo una leyenda urbana es un falso mito o creencia popular errónea que tiene un añadido de pánico social o moraleja. Cuando una leyenda urbana alcanza a tener un cierto impacto político, social o económico relevante entonces se la considera una teoría de conspiración.

## Origen
El término fue acuñado en 1968 por el folclorista estadounidense Richard Dorson, quien definía la leyenda urbana como una historia moderna «que nunca ha sucedido, contada como si fuera cierta». También cabe mencionar a Jan Harold Brunvand, que ha contribuido decisivamente a popularizar este término entre el público en general a través de sus libros.
Acaso la teoría más convincente sobre la etiología de este tipo de leyendas sea la del filósofo alemán Karl Hepfer en Teorías conspirativas: Una crítica filosófica de la sinrazón, quien, al preguntarse sobre el auge de las teorías de conspiración en Europa reparó en que la mayoría de ellas respondía a «modelos de interpretación de la realidad simplificados», o intentos de regresar a un estadio anterior de nuestra cultura en el que la realidad supuestamente era sencilla de comprender, y sus actores, buenos o malos. En consecuencia, estas historias suelen tener dos caras, una incomprensible o terrorífica y otra explicativa y simplificadora que tranquiliza.
Las historias en cuestión reciben diversas denominaciones por parte de quienes las usan y difunden. Entre los periodistas se habla de bulos, o factoides. En Internet, de hoax. En un principio, cabe distinguirlas claramente de los llamados cuentos chinos o las hipérboles desmedradas, como por ejemplo las rodomontadas o exageraciones hiperbólicas como los Hechos de Chuck Norris, género popular de la llamada literatura de corcho y de Internet emparentables con las antiguas diversiones cortesanas de los siglos XVI y XVII, fanfarronadas conscientes que buscaban divertir como juegos de salón equivalentes a las trolas o bolas o incluso las bernardinas clásicas. Se distinguen de estos géneros jocosos en que no tienen la intención cortesana de divertir o distraer.
En Cuba se las conoce como «cuentos de camino» o «bolas», en Perú y en Colombia se las llama simplemente «cuentos» o «mitos». Entre los propios estudiosos, no falta quien prefiere catalogarlas como «leyendas» a secas, considerando que su función sigue siendo la propia de este género. También esta clase de leyendas se expanden en todos los territorios y países haciendo que este se vuelva viral y la gente lo puede ir creyendo.

## Características

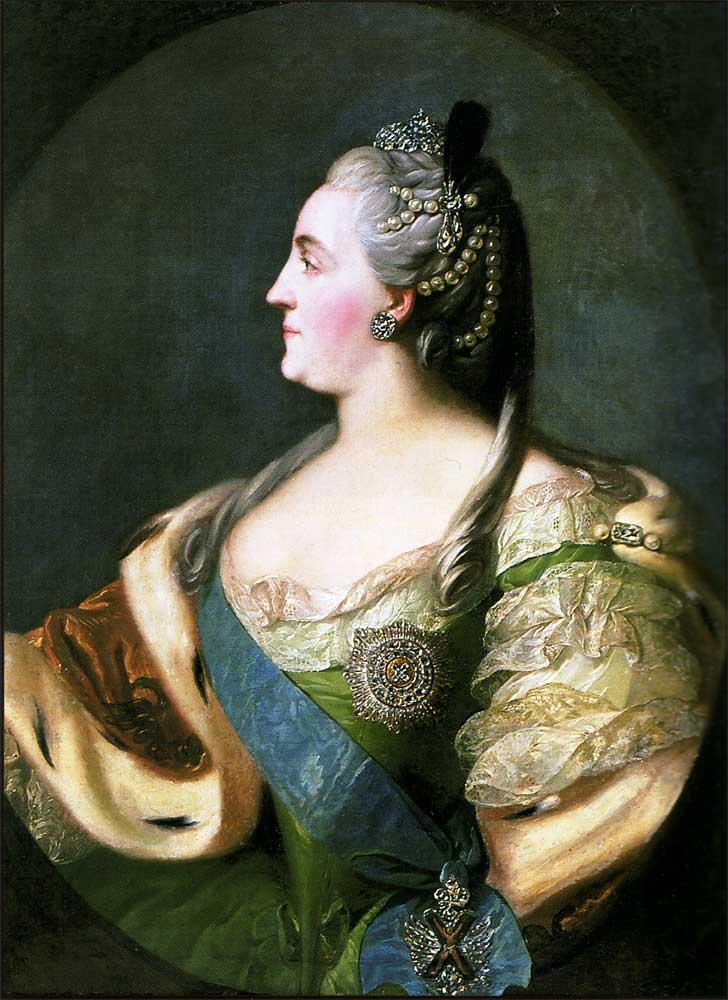
De Catalina II de Rusia se dice que murió al ser penetrada por un caballo. Según varios autores, la imagen promiscua de Catalina fue divulgada por parte de aquellos que envidiaban que una mujer en aquella época concentrara tanto poder, acompañado de una brillante gestión.

Entre las principales características de las leyendas urbanas se destacan:
- Nace de una creencia popular, a veces de un "falso mito".
- Relacionada con algo de superstición y una base real, en general espacial.
- Tienen varias versiones porque son transmitidas de forma oral o a través de los medios de comunicación, como redes sociales o televisión.
- Suelen tener una enseñanza o moraleja, adaptada a la cultura del lugar.
- Surgen en ambientes urbanos y son relativamente nuevas.
- No se relacionan con creencias religiosas ni culturas antiguas.
- Son narradas como historias verdaderas.
- Tiene una base de misterio e intriga, incluso llegando al pánico social, y no hay una respuesta racional.
- Son relatos fantásticos, su principal componente es lo inexplicable.

Generalmente este tipo de relatos pasan de generación en generación y suelen existir varias versiones de cada uno de ellos. Algunas se construyen sobre la base de hechos reales pero distorsionados, exagerados y mezclados con algo de ficción o fantasía y se van extendiendo gracias a su difusión inicialmente de boca en boca y hoy en día a través de medios de comunicación, internet y las redes sociales. Las leyendas urbanas suelen dejarnos una moraleja o enseñanza y casi siempre quienes las narran las modifican ligeramente o versionan para adaptarlas a la cultura o idiosincrasia del lugar en el que se cuenten o difundan, de allí que existan un sinfín de versiones de un mismo relato, dependiendo de la región o país del que se trate. 
El hecho de que estos relatos se hayan adaptado o adecuado, por así decirlo, a las sociedades industriales es lo que las diferencia de las leyendas que han sido objeto de creencia en el pasado pero que hoy en día han perdido vigencia y se consideran fuera del contexto. Casi siempre quien narra las leyendas urbanas asegura que los protagonistas de su relato son familiares o conocidos de alguna persona cercana y de allí que en inglés se les conozca también bajo el acrónimo FOAFT que traducido al español significa historias del amigo de un amigo. Quizás una de las características más importantes de este tipo de relatos es que para que llegue a convertirse en leyenda urbana, una historia ficticia debe difundirse de forma espontánea como cierta y que su información alcance cierto reconocimiento popular.
Por la adecuación a esta nueva sociedad industrial, reciben este calificativo de Leyenda Urbana, las cuales la oponen a aquellas leyendas del pasado quienes ha perdido de alguna forma su vigencia, al ser catalogadas como sucesos de épocas pasadas. Para que una historia ficticia pase a ser una leyenda urbana, se debe difundir de manera espontánea, como verdadera y una característica de carácter internacional. La leyenda urbana puede ser inspirada por casi cualquier fuente, pero debe de tener un elemento que cause misterio y sea incomprensible. Su estructura es mucho más compleja que los rumores, chismes o falsos mitos. 
Generalmente estas historias de alguna forma nos alertan sobre aquellos peligros potenciales que pueden asechar en nuestra vida. Las leyendas urbanas suelen contarse como hechos verdaderos o al menos, verosímil. Desde finales del siglo XX, internet y las redes sociales ha ayudado a impulsar la difusión de muchas leyendas urbanas, por vía correo electrónico o por medio de publicaciones en páginas web, quienes de la misma forma, añaden muchas frases con alertas sobre los sucesos que podrían ocurrirte en la vida cotidiana.

## Ejemplos de leyendas urbanas

### Fenómenos paranormales

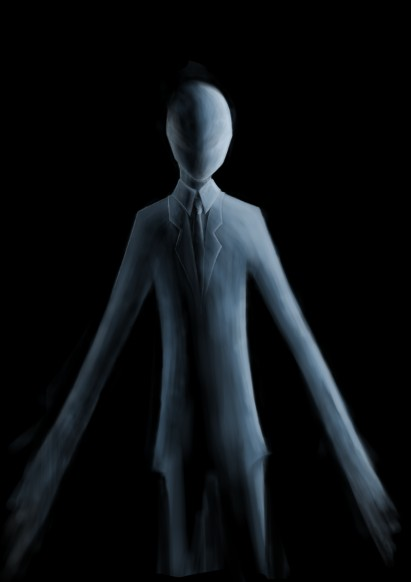
Slender Man, a diferencia del fantasma del espejo y la autoestopista fantasma, es una leyenda surgida recientemente.

Dos de las leyendas urbanas más extendidas son las del fantasma del espejo (normalmente conocida como «Verónica» en español y «Bloody Mary» en inglés) y la autoestopista fantasma, las cuales están divulgadas por todo el mundo y se han ido modernizado con el paso del tiempo. Así, la leyenda de la autoestopista fantasma tiene su precedente en historias en las que la chica no se subía a un coche, sino que paraba a los jinetes y se montaba en la grupa de sus caballos (como sucede, por ejemplo, en el Romance de la Infantina).
También son populares en Internet otras leyendas que relatan sucesos siniestros, la mayoría de veces relacionados con la Tecnología. Unos ejemplos son los creepypastas (o leyendas de internet), entre los que se encuentran:
- Slender Man («Hombre Delgado» en español), una entidad con brazos largos y sin rostro que hace desaparecer a la gente.
- Jeff the Killer, siniestro asesino en serie, con un horrible rostro quemado y deformado, producto de una sangrienta pelea, de la cual misteriosamente sobrevivió.
- Una supuesta criatura apodada «The Rake» (similar al chupacabras) de la cual se han reportado algunos presuntos avistamientos.

### Salud

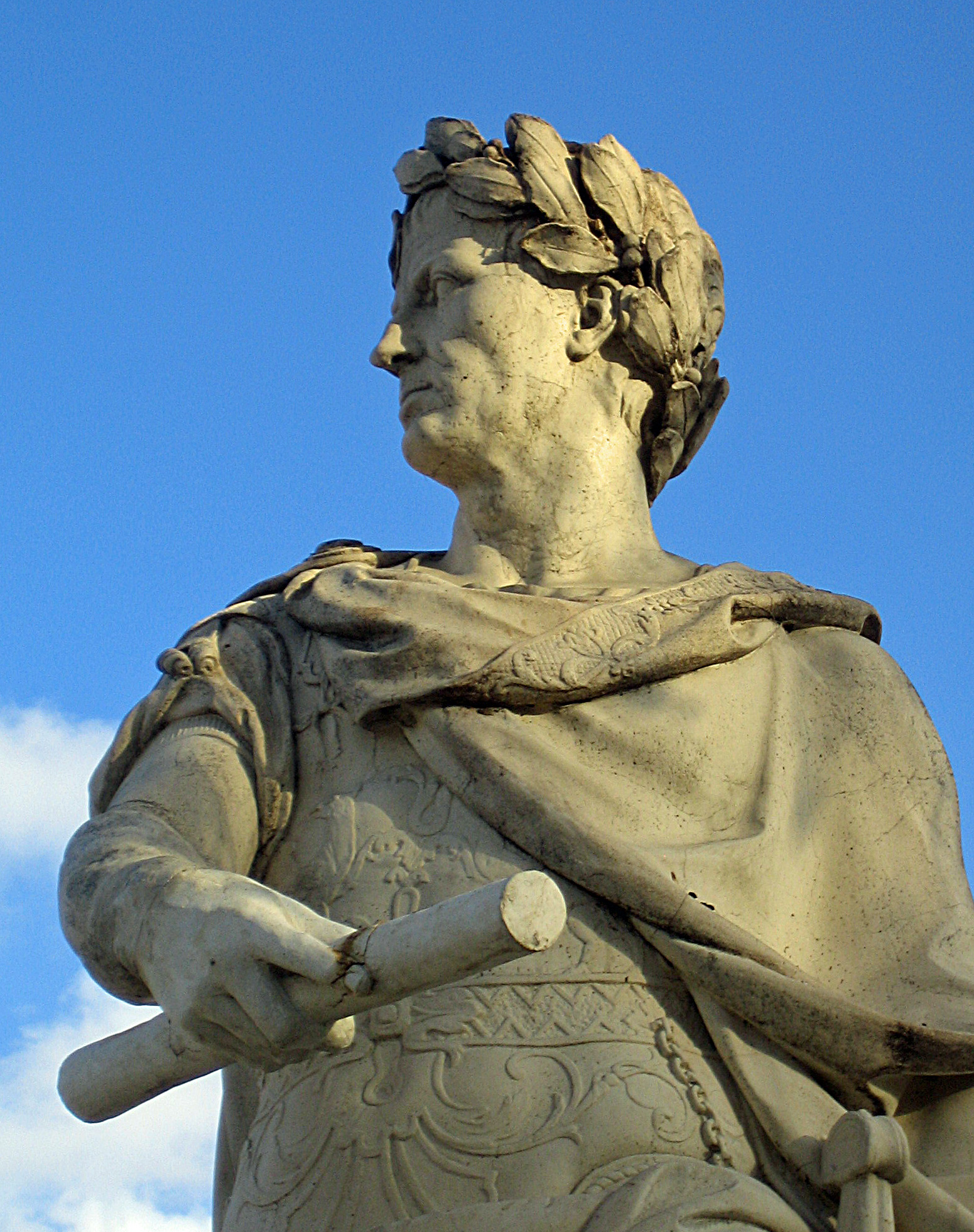
La popularidad de Julio César llevó a la multitud a creer que había nacido mediante cesárea, dando su nombre a esta técnica quirúrgica.

Las leyendas urbanas, especialmente las referentes a temas de salud, no son necesariamente recientes, y son propagadas debido en gran medida a la falta de conocimientos médicos de la población general.
- Una de las leyendas urbanas más antiguas dice que la cesárea (operación quirúrgica abdominal para extraer el bebé del vientre materno) debe su nombre a que el dictador romano Julio César había nacido mediante este método. Algo improbable teniendo en cuenta que su madre sobrevivió a un parto que tuvo lugar en el año 100 antes de Cristo, mucho antes de la primera cesárea exitosa de la que hay registro, que tuvo lugar en el año 1500 después de Cristo. La cesárea recibe su nombre de la Lex Caesarea, una ley promulgada en el año 715 a. C. por el rey romano Numa Pompilio, la cual obligaba a salvar la vida a los fetos de las mujeres que morían durante el embarazo o el parto, mediante un corte en el vientre, precursor de la actual cesárea. El nombre de la ley y la popularidad del personaje de Julio César han deformado la realidad creando una leyenda que perdura hasta nuestros días.[12]

- Las leyendas urbanas relacionadas con el tráfico de órganos han tenido mucha difusión. La mayoría tratan de personas que han sido secuestradas con el único fin de extirparles un riñón después de asistir a una fiesta o de consumir alguna droga, generalmente en un lugar poco recomendable. La posible moraleja de esta leyenda urbana es que uno no debe fiarse de los desconocidos.

- Otra leyenda urbana de tono claramente moralizante habla de un hombre que viaja a Río de Janeiro de vacaciones y da rienda suelta a todos sus deseos, llegando a tener sexo con una mulata que habría conocido. Tras despertar en la habitación del hotel se da cuenta de que su acompañante ya no está, y temiendo un eventual robo revisa sus enseres personales encontrando todo en orden. Pero cuando se dirige al baño encontró un mensaje en el espejo escrito con lápiz labial que dice «Bienvenido al Club del Sida». Este mito tiene varias versiones en las que se cambia al afectado por una mujer a quien un hombre muy atractivo con quien tuvo relaciones sexuales le entrega una caja con un regalo; cuando éste se marcha ella abre la caja del regalo, encontrando una rosa negra y un papel con el mismo mensaje.

- También se dice que hay quienes han dejado agujas supuestamente infectadas en butacas de los cines y entre la arena de las playas, siempre acompañadas con un papel con el mismo mensaje. Todas esas leyendas surgieron en una época de mayor ignorancia respecto a la prevención y el contagio de esta enfermedad, claramente pretende dejar un mensaje moralizante para persuadir al oyente para no tener sexo con desconocidos. Esto —sumado a que no existe ningún registro de que se trate de un hecho real— lleva a la conclusión de que se trataría de otra de las tantas leyendas urbanas.

- Acerca de la varicela, el sarampión y otras enfermedades infecciosas, y su conveniencia de sufrirlas en la infancia, cuando las complicaciones son menores que en la edad adulta, han surgido leyendas urbanas de padres de niños infectados que contagian o recomiendan contagiar a toda la clase del colegio o su grupo de niños conocidos, para que todos ellos experimenten la varicela cuanto antes.[13]

- A finales del siglo XX apareció una leyenda urbana sobre el Progesterex, un supuesto sedante de extrema potencia que causa una esterilización permanente a quien lo toma, y que habría sido administrado por violadores para adormecer a sus víctimas. A día de hoy no existe ningún fármaco que cause una castración química irreversible.

- Hoy en día, lavar concienzudamente las latas de bebidas antes de su consumo es una práctica habitual, aunque hay muchas personas que creen que debe hacerse porque podrían haber sido contaminadas por ratas y sus excretas en los almacenes. Una leyenda urbana afirma que en Texas, EE. UU., una mujer murió víctima de leptospirosis contagiada de este modo. En realidad, las latas se almacenan empaquetadas en envoltorios de plástico, lo que impide que esta bacteria, o cualquier otro microorganismo, entre en contacto directo con ellas.[14]

- La nota marrón es el nombre que se da a una frecuencia de infrasonidos que supuestamente produciría efectos laxantes en el ser humano. El origen de esta leyenda podría estar en el conocimiento de que los infrasonidos son utilizados para provocar reacciones en las personas, como se hizo, por ejemplo, en la película Irreversible, que incluyó infrasonidos en su metraje para desconcertar al espectador.
- También es una leyenda urbana lo que se ha dicho acerca de los efectos perjudiciales de la masturbación. No obstante, la ciencia y la medicina han determinado que esas creencias están muy lejos de ser ciertas.

Otras leyendas difundidas sobre la salud son:
- la regla de los cinco segundos, por la cual si se cae comida o cubiertos al suelo, éstos no están contaminados por las bacterias si se recogen antes de los 5 segundos.
- los Pechos explosivos, muy difundido y que afecta a famosas operadas con silicona, por el cual estallaba uno de esos pechos artificiales en un viaje en avión a gran altura por la presión atmosférica.
- el mito del 10 % del cerebro, de que los seres humanos utilizamos solamente el diez por ciento de nuestro cerebro.

### Alimentos

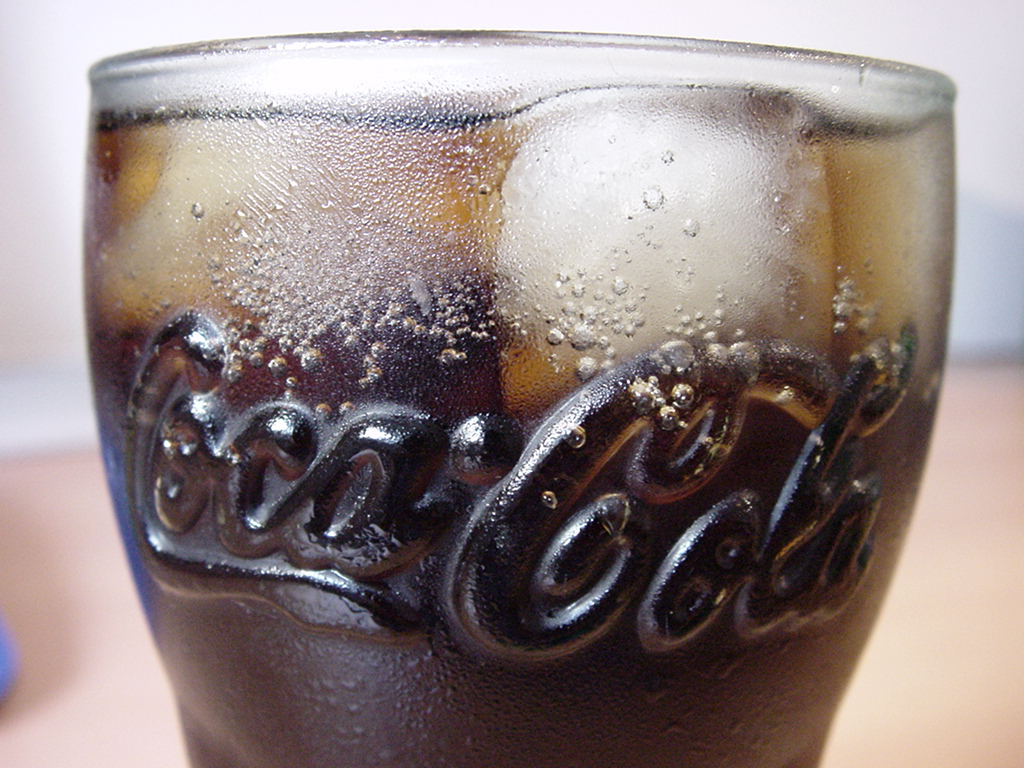
Existen decenas de leyendas urbanas acerca de la Coca-Cola.

Hay numerosas leyendas acerca de la Coca-Cola y sus propiedades. De este producto se ha dicho que su «fórmula secreta» es capaz de descomponer trozos de carne, que desatasca las tuberías, que sirve para aflojar los tornillos, limpia las manchas de grasa en la ropa y es un poderoso espermicida. Se ha demostrado que todo esto forma parte de la leyenda urbana.
También mucha gente cree que en Estados Unidos se realizó una prueba en un cine para comercializar la bebida, a base de mensajes subliminales. El supuesto experimento habría sido realizado por James Vicary en 1957 y consistía en incluir uno o dos fotogramas por minuto con la marca. En 1962 Vicary fue entrevistado por la revista Advertising Age («La era del comercial») y declaró que el experimento en realidad era una mentira que se llevó a cabo debido a que su empresa pasaba por dificultades económicas. Por lo tanto no se puede afirmar con certeza ni la realización de la prueba ni sus resultados.
Otra leyenda urbana de los últimos años trata sobre una o varias personas (generalmente jóvenes) que van a un restaurante y acaban pagando por una bebida o una comida una cantidad 1000 veces superior a la esperada porque confunden el símbolo € con el símbolo k de abreviatura (por ejemplo 22k en vez de 22€, que corresponderían a 22.000 euros) y al no poder pagarlo afrontan problemas judiciales.

### Famosos

#### Vivos o muertos
Algunas leyendas urbanas, colindantes con el rumor, se refieren a personas famosas.
- Tal es el caso de la presunta muerte de Paul McCartney (exbajista de The Beatles) en un accidente de tráfico en 1966, tras la cual pasó a sustituirlo un doble. Los aficionados creyeron haber encontrado pruebas del hecho en las canciones y portadas de los discos posteriores a aquel año.
- También se ha dicho que Josh Saviano, actor que apareció en la serie Aquellos maravillosos años (1988-1993), era en realidad el cantante Marilyn Manson.[19]
- El Club de los 27, supuestamente un número estadísticamente desproporcionado de famosos que han fallecido a esa edad.

Una leyenda muy común sobre personas célebres muertas es que realmente siguen vivas.
- Se ha afirmado que músicos como Elvis Presley, Jim Morrison, Jimi Hendrix, Michael Jackson, Pedro Infante y Juan Gabriel permanecen vivos.
- También, se dice en Argentina que Alfredo Yabrán (1944-1998), un empresario de ese país, realmente no se habría suicidado como demostraron las autopsias realizadas al cuerpo sino que habría montado un cadáver para que así lo pareciera, argumentando que con el poder y el dinero que poseía debería haberse fugado del país (tenía una grave causa judicial en su contra).[20]
- Algo similar ocurrió en España a raíz de la muerte de Jesús Gil, empresario, político y dueño del club de fútbol Atlético de Madrid, en 2004. Se especulaba con que su muerte no había sido real y había huido a Venezuela para escapar de sus responsabilidades penales por corrupción y apropiación indebida, entre otras.[21]

En ocasiones ocurre al contrario y la leyenda urbana afirma que ha muerto una persona que realmente sigue viva, este es el caso de la cantante panameña Lorna. Desde el año 2003, en el que alcanzó el éxito con su reguetón «Papi chulo... (te traigo el mmmm...)», se difundió la creencia de que Lorna murió de sobredosis, totalmente infundada y desmentida, puesto que el último álbum de esta cantante fue publicado en 2009 y en 2017 colaboró con Kiko Rivera en el tema «Sano juicio».
Una de las más famosas leyendas urbanas sobre personajes famosos es la de la supuesta criogenización de Walt Disney. Muy poco después de su muerte en 1966 (ya en 1969 aparece reflejado en una revista) surgió el rumor de que el cuerpo de Disney había sido criogenizado hasta el momento en que los avances científicos pudieran devolverlo a la vida. Se trata una leyenda completamente falsa, ya que hay constancia tanto de la muerte de Disney como de su posterior incineración. No está claro el origen del rumor. Al menos dos biógrafos de Disney, Leonard Mosley (Disney's World: A Biography, 1985) y Marc Eliot (Walt Disney: Hollywood's Dark Prince: A Biography, 1993) mencionan el interés de Disney por la criónica en los últimos años de su vida, aunque no aportan fuentes concretas. Es imposible saber con certeza si este interés existió, en cuyo caso pudo haber sido lo que originó la leyenda. Por otro lado, el hecho de que la incineración se llevase a cabo en un ámbito estrictamente privado pudo alimentar las especulaciones. Debe tenerse en cuenta también que Disney era conocido, sobre todo en sus últimos años, por su interés por las innovaciones tecnológicas.
Otra leyenda urbana afirma que el dictador español Francisco Franco está enterrado boca abajo, mirando al suelo, para que en caso de resucitara y pretendiera salir excavando, lo hiciera hacia el interior de la tierra y no volviera a la superficie.
Una leyenda urbana afirma erróneamente que el médico y político francés Joseph-Ignace Guillotin inventó la guillotina, y que posteriormente fue ejecutado con este instrumento. Guillotin es famoso por sugerir este instrumento, ya existente en Europa Central desde la Edad Media, para todas las ejecuciones en Francia, lo que llevó a nombrar popularmente a este aparato con su apellido. Josep-Ignace Guillotin falleció de muerte natural. La creencia de que murió en la guillotina procede de que otro hombre, también apellidado Guillotin y médico de profesión, murió ejecutado con ella.
Del científico y religioso español Miguel Servet se dice que fue condenado a la hoguera por descubrir la circulación de la sangre, lo cual fue considerado herejía por la Inquisición. Es cierto que Servet hizo avances en ese campo y fue ejecutado en la hoguera, pero ambos eventos no están relacionados y aquella no fue la causa de su enjuiciamiento.

#### Apariciones en televisión o entrevistas

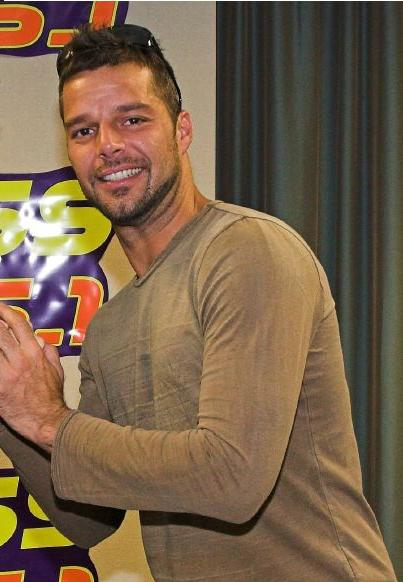
El rumor sobre la aparición de Ricky Martin en el programa Sorpresa, sorpresa es una de las leyendas urbanas más conocidas en España.

Otra leyenda urbana muy extendida en España es la del supuesto incidente del programa televisivo, presentado por Concha Velasco, Sorpresa, sorpresa en los años noventa. Se decía que el cantante Ricky Martin, ídolo de una chica a la que pretendía sorprender saliendo del armario de su habitación, se encontró a la niña untada de mermelada, helado u otro alimento realizando un juego erótico con su perro. Dicha situación no sucedió en realidad y por supuesto no existen imágenes, aunque mucha gente afirmó haber visto dicha escena. Es necesario destacar que esa leyenda es solo una de las muchas variantes de una misma historia apócrifa que también se cuenta como verdadera en los Estados Unidos, donde, una mujer es sorprendida con una fiesta sorpresa en su casa mientras esta estaba cubierta de crema de maní y era lamida ansiosamente por su perro. El folclorista Jan Harold Brunvand (quién cita el concepto de esta historia en el capítulo «Aventuras Sexuales» de su obra El Fabuloso libro de las Leyendas Urbanas) afirma que por lo general las leyendas urbanas, al ir contándose de una persona a otra, tienden a diluirse o incluso exagerarse los detalles que caracterizan a la historia, con este ejemplo pasando de ser una anécdota bochornosa aparte de la carrera de un famoso cantante.
Del mismo estilo es una leyenda urbana acerca del grupo musical vasco La Oreja de Van Gogh. Supuestamente esta banda, en una entrevista en un programa de Pedro Ruiz, había reconocido que simpatizaba y apoyaba a la banda terrorista ETA, algo que ha sido desmentido por los propios cantantes.

#### Otros
De Steve Jobs, fundador de Apple, se cuenta que no soportaba ir en ascensor en las oficinas de la empresa acompañado de personas ajenas a sus conversaciones. Según cuentan testimonios, subirse con él en el ascensor sin autorización suya estaba penado con el despido.

### Lugares
Algunos lugares, reales o supuestos, que son propiedad de los gobiernos nacionales, han dado pie a leyendas urbanas, por la escasa información o secretismo que existe en torno a ellos. El Área 51, base militar aérea de Nevada en Estados Unidos, es una de ellas. El propósito de esta base es secreto y no se permite el acceso a visitas o la prensa, lo que ha originado la aparición de diversos supuestos para ella, tales como el desarrollo de armas de destrucción masiva y el almacenamiento de naves espaciales y cadáveres de extraterrestres que se habrían estrellado en la Tierra.
Por su parte, el gobierno ruso nunca ha confirmado ni desmentido la existencia del supuesto Metro-2 de Moscú, un ferrocarril subterráneo secreto que uniría puntos clave de la capital rusa y serviría de comunicación de emergencia para altos cargos políticos y militares.
Otra leyenda afirma que no hay rotondas en todo el territorio de Estados Unidos. Este tipo de cruce viario nunca fue popular en ese país y es cierto que no comenzaron a instalarse hasta los años 1990.
Del parque del Cerro del Tío Pío de Madrid se dice que fue plantado sobre un enorme vertedero, lo cual explica que sus prominentes colinas, las únicas que hay en el entorno, son en realidad montañas de basura. Esto solo es cierto en parte, pues apenas una pequeña porción del parque fue utilizada anteriormente como vertedero.

### Viajes en el tiempo

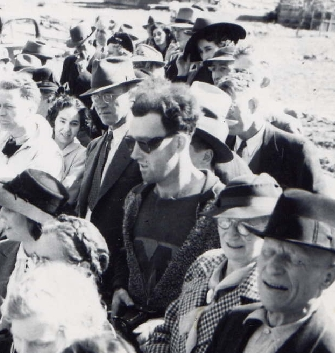
«El Hipster del tiempo», es un ejemplo de leyendas urbanas sobre viajes en el tiempo.

Siempre han surgido historias de personas que supuestamente viajaron a través del tiempo, que fueron difundidas por la prensa y circularon en Internet. Muchos de estos informes han resultado ser bromas o se basaron en suposiciones incorrectas, información incompleta, o la interpretación de obras de ficción como hechos reales. 
También hay casos de Ooparts, que son objetos que aparecen fuera de tiempo, perteneciendo a una época que no es la suya y por lo tanto indicando indirectamente que alguien situó esos artefactos ahí. Un ejemplo es un supuesto teléfono inteligente en un combate de Tyson de 1995. Sin embargo se apunta que el objeto es un tipo de cámara japonesa que había empezado a comercializarse en aquella época.

### Competiciones internacionales
Existe un mito que dice que, en 1907, la bandera de Chile habría ganado un concurso internacional sobre «la bandera patria más hermosa del mundo». Supuestamente, dos familias chilenas (Baehcker y Casas) habrían llegado al balneario de Blankenberghe [sic] (en Bélgica), mientras visitaban algunas localidades de las costas del mar Báltico como parte de sus vacaciones. Al llegar a dicha ciudad, se encontraron con este concurso y decidieron participar, con la sorpresa de ganar entre una multitud de emblemas. Otra versión dice que fue en el siglo XIX, y otra le da el segundo lugar, tras la bandera de Francia; aún otras variaciones del mito indican al Himno Nacional de Chile como ganador de un concurso análogo, o le otorgan el segundo lugar, tras La Marsellesa y el tercer lugar al Himno Nacional de El Salvador. La cantidad de distintas versiones de este mito, la carencia de fuentes independientes, el error de la localidad mencionada (que se encuentra junto al mar del Norte y no al mar Báltico) y la similitud de esta leyenda con algunas parecidas en otros países despiertan serias dudas de que haya ocurrido en realidad, estableciéndose solo como mito.

### Empresas
Algunas empresas han sido acusadas de ocultar "mensajes secretos" detrás de sus logotipos o envases, como en el caso del antiguo símbolo de Procter & Gamble, supuestamente una figura oculta que dio estilo a la marca. (Si las trece estrellas en el símbolo estuvieran conectadas de cierta manera, mostrarían tres seises seguidos). De manera similar, un video de una mujer cristiana "exponiendo" a Monster Energy por usar el símbolo del alfabeto hebreo para la letra "M" para disfrazar el número 666 se volvió viral en Facebook.
Algunas leyendas urbanas se han utilizado intencionadamente con fines cómicos en publicidad. Los ejemplos más conocidos incluyen el uso de un Sasquatch en los comerciales de Jack Link, conocido como "Messin' with Sasquatch", y el uso de unicornios en los anuncios de Icebreakers. Otro es el equipo de hockey New Jersey Devils, llamado así por el críptido popular del estado, el diablo de Jersey.

### Tecnología

#### Televisión
Existe la leyenda de que en el último capítulo de Doraemon el protagonista Nobita se despierta y descubre que todo fue un sueño. Lo cierto es que la serie no tiene un capítulo final porque su creador murió antes de pensar cómo acabar la serie.
Algo parecido le sucede a la serie animé Súper campeones, en el que Oliver en realidad estaría en un hospital soñando con partidos imposibles dado que tiene las piernas amputadas porque fue supuestamente atropellado.

#### Internet
Con el uso del Internet se han creado más leyendas, usualmente sobre temas relacionados con la tecnología. Entre las leyendas urbanas más populares acerca de la red se encuentran aquellas relacionadas con las nuevas tecnologías. Es el caso de la leyenda sobre la pandilla Bloods, la del sitio web Blindmaiden.com que supuestamente quienes visitan corren el riesgo de morir al ser arrancados sus ojos por el siniestro espectro de una mujer ciega, o la de un viajero del tiempo, John Titor, que supuestamente se comunicó con alguien por mIRC y le reveló acontecimientos del futuro.
Otras de las más destacadas son
- El suicidio de Calamardo (Suicide Squiward)"(un presunto capítulo perdido de Bob Esponja) en el cual se supone que Calamardo se suicida después de uno de sus tantos conciertos fallidos.
- "Suicide Mouse (El Suicidio del Ratón)", un video de Mickey Mouse donde la imagen se deforma, el sonido es pobre, con gritos perturbadores y mensajes ocultos.
- "Dead Bart (Bart Muerto)" (un capítulo perdido de Los Simpsons escrita supuestamente por Matt Groening) en la que la familia Simpson se va de viaje en avión hasta que de repente Bart rompe una ventana y es succionado hasta morir al caer al suelo.
- "La muerte del Chavo" (capítulo perdido de la serie del Chavo del 8 escrita por Roberto Gómez Bolaños) en la que Chavo está jugando hasta que al salir de la vecindad es chocado con un auto y muere. Según se dice algunos de los fans, este era el supuesto capítulo n° 142. Esta leyenda es conocida solamente en Latinoamérica.
- "Faceless (Sin Rostro)" es otro capítulo perdido de Bob Esponja en la que comienza con Calamardo durmiendo tranquilamente hasta escuchar los gritos de Bob Esponja y de Patricio Estrella. Luego, Calamardo sale de su casa y se dirige a la casa de Bob diciendo: "Bob Esponja, abre la puerta". Espera un rato y mira la ventana si el está. Le toca la puerta nuevamente y se dirige a la casa de Patricio hasta que escucha los mismos gritos y al verlos con sin rostros se asusta y escapa de la persecución. Luego, Calamardo llega al Crustáceo Cascarudo y encuentra a Don Cangrejo también sin rostro y escapa nuevamente. Llega después al Campamento de Medusas y es rodeado por todos los personajes sin rostros y es secuestrado. Calamardo después despierta en un hospital abandonado y se encuentra con una persona que probablemente es un cirujano. Luego, esa persona misteriosa le termina después cortándole el rostro.

#### Videojuegos

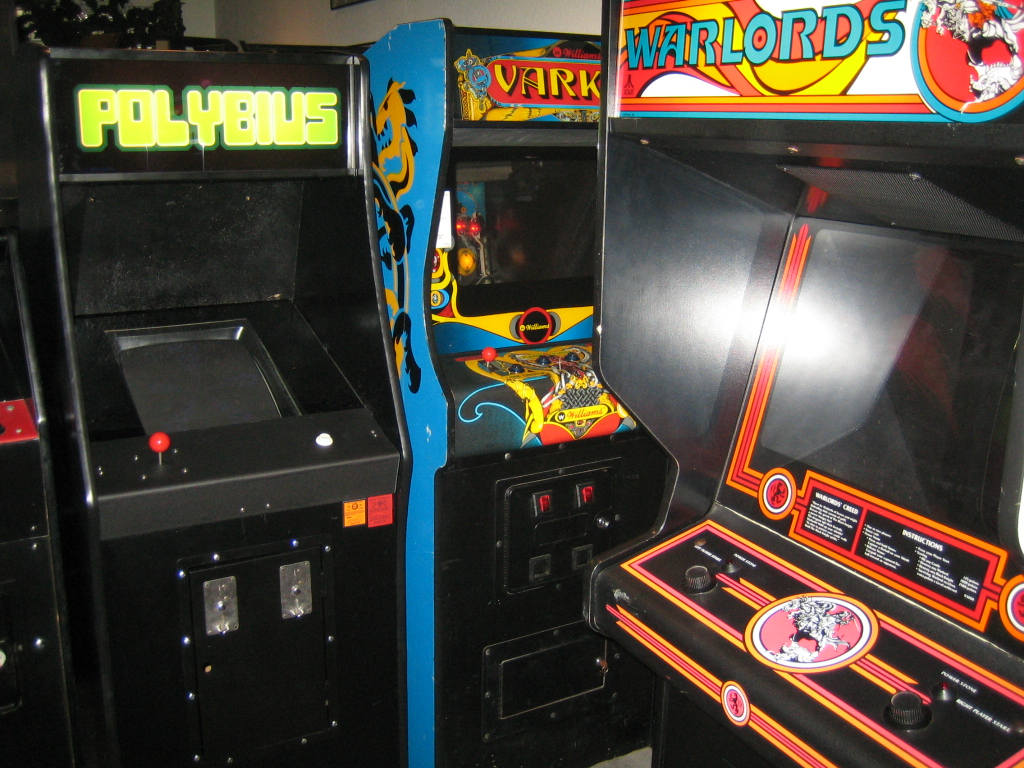
Polybius es un supuesto videojuego de los años 1980 que enloquece y empuja al suicidio a todo aquel que lo juegue.

Una de las leyendas urbanas sobre videojuegos más conocidas es la que afirma la existencia de Polybius. Según la historia, el juego fue lanzado al público en 1981, causando efectos devastadores a los jugadores tales como locura, estrés y horribles pesadillas. Poco tiempo después de su lanzamiento, el juego desapareció sin dejar rastro. Aún no hay pruebas de que este juego haya existido realmente. Algunos creen que el juego fue elaborado por encargo del gobierno de Estados Unidos para que los menores dejaran de jugar a los videojuegos.
Existen varias leyendas urbanas difundidas por Internet, conocidas como creepypastas o creepypaste (del inglés creepy, horripilante) creadas con el fin de aterrar al lector. Una leyenda muy destacada es «Tails Doll», un personaje secreto del videojuego Sonic R, que después de ser desbloqueado, supuestamente causa una serie de enfermedades o trastornos psicológicos, como que durante el sueño se escuche la frase «Can you feel the Sunshine?» (de la banda sonora del juego), acabando con la muerte (es la leyenda urbana más conocida y famosa de los Estados Unidos además de Slender Man).
También está el famoso «Herobrine» en Minecraft, del cual se dice que es el hermano muerto de Notch quien es el creador del videojuego, pero se desmintió fácilmente ya que Notch es hijo único, surgió en 2010 debido a una transmisión en vivo en donde "aparece" este personaje.
Algunas de estas leyendas son sobre cartuchos de juegos alterados. Un ejemplo es «BEN Drowned», un supuesto cartucho embrujado de The Legend of Zelda: Majora's Mask, que fue propiedad de un niño que murió ahogado por accidente. Este cartucho tendría supuestamente un funcionamiento incorrecto, que mostraría elementos erróneos y corruptos en la pantalla para enloquecer al jugador. Otro caso es «Pokémon Black». Sin relación con el juego oficial, sería un supuesto hack de Pokémon Rojo y Azul, en el cual el jugador entrena a un fantasma que, en lugar de simplemente noquear a los Pokémon contrarios, como ocurre en los juegos reales, los mata literalmente, y también asesina a los entrenadores rivales. Esta historia trata de moralizar sobre la banalización de la violencia en los videojuegos.
Otro ejemplo actual es la teoría de que las copias de Super Mario 64 tienen una I.A. de personalización que vuelve aterrador al juego. A esta leyenda también se le asocia una en la que se dice que Wario aparece en el juego como una cabeza gigante que trata de atrapar a Mario. Pese a que Wario no es terrorífico y la idea podría ser tomada como un Meme, se dice que los que presenciaron su aparición murieron de un derrame cerebral y, en caso de sobrevivir, le habrían tomado un gran miedo al personaje y al juego en general. La teoría explica, además, que la aparición solo aparece en ciertas copias, de forma distinta, y que no tiene efectos si el jugador apaga rápidamente la consola, pues de no ser así, las consecuencias serían fatales y sería posible que Wario atravesara la Cuarta pared y entrara a la vida real. Obviamente esta teoría es falsa y la cabeza de Wario se originó en el E3 de 1996, interpretado por su actor de voz, Charles Martinet.

### Literatura
Las leyendas urbanas son comunes en la literatura. Una de ellas sostiene que las obras inéditas de William Shakespeare yacen con él en su tumba, o que sus obras son en realidad de otros autores. Otra leyenda es que Cervantes y Shakespeare fueron en realidad la misma persona.
Ha adquirido también características de leyenda urbana la atribución errónea al escritor argentino Jorge Luis Borges de un texto titulado Instantes.
Igualmente, el autor español Arturo Pérez-Reverte ha tenido que desmentir recurrentemente la autoría del texto «¡Indecentes!» y otros similares que se le han atribuido en ocasiones.
Otro ejemplo muy conocido de texto erróneamente atribuido es el del poema Primero vinieron…, de Martin Niemöller, que mucha gente considera equivocadamente que fue escrito por Bertolt Brecht

### Economía
En la economía también existen leyendas urbanas. En España y otros países occidentales está muy extendida la creencia, errónea, de que en Japón, durante su burbuja inmobiliaria entre 1980 y 1990, los bancos concedían créditos hipotecarios a 90 y 100 años, cuyas responsabilidades pasarían de padres a hijos. También está extendida la creencia de que el rey de España siempre apuesta al número 00.000 de la Lotería de Navidad, o que el monarca cobra una comisión por cada barril de petróleo importado por el país; algo que nunca ha sido confirmado ni desmentido por la Casa Real. Desde hace más de veinte años han corrido rumores de que en España, en tiempos de crisis y momentos en los que el Estado carecía de liquidez, empresas como El Corte Inglés, Mercadona o la ONCE habían pagado las nóminas de los funcionarios a cambio de futuros favores del Gobierno. Otra creencia es que los bares de Barcelona cobran un euro por un vaso de agua del grifo; posiblemente el origen de la misma está en los estereotipos sobre la supuesta tacañería de los catalanes.
La huelga a la japonesa sería un tipo de protesta sindical en la cual los trabajadores producen en exceso, con el objetivo de llevar a la quiebra a la empresa cuando sea imposible vender toda la producción. Los precios del estocaje bajarían por el exceso de oferta y la empresa tendría que afrontar gastos extraordinarios para almacenar los productos no vendidos.
Los ferrocarriles de España fueron construidos en un ancho de 1668 mm, ligeramente superior al estándar europeo de 1435 mm. Esta medida fue tomada en principio para que por España, un país montañoso en comparación con las llanuras de Europa Central, pudiesen circular locomotoras más anchas y más potentes. Aunque el problema de la potencia de las locomotoras se podría haber solucionado con máquinas más largas, la leyenda urbana reside en la creencia de que el distinto ancho de vía se implantó como medida de defensa militar, para prevenir una eventual invasión de España por ferrocarril desde Francia. Entonces, a mediados del siglo XIX, aún estaba reciente la invasión napoleónica. Esta creencia se popularizó en la sociedad española al convertirse en una profecía autocumplida, pues habría sido imposible para la Alemania Nazi, cuyo dominio llegó hasta los Pirineos, entrar en España por tren en el caso de que el régimen nazi decidiera invadir el país ibérico, algo que nunca ocurrió.

### Deporte
En el deporte tienen mucha más repercusión pública la retransmisión de las escenas polémicas o de vandalismo en los estadios, que la resolución y sentencia de los mismos, lo que produce desinformación o lleva a errores a los medios de comunicación y, en última instancia, a los espectadores y aficionados. El F. C. Barcelona ha tenido que desmentir que tuviera aún pendientes de cumplir algunas sanciones que le fueron impuestas hace años, entre ellas, la prohibición de disputar la Copa del Rey durante un año por negarse a disputar un partido contra el Atlético de Madrid (el club no tenía once jugadores aquel día, pues la mayoría de la plantilla estaba convocada con sus selecciones nacionales), o el cierre del Camp Nou por dos partidos por el lanzamiento de objetos al campo en un duelo contra el Real Madrid, en el que se llamó el partido del cochinillo. En el primer caso el club fue indultado, admitiendo la RFEF su error por fijar el partido en un día que había competiciones de selecciones; en el segundo, el cierre del estadio se sustituyó por una multa de 4.000 euros.
Pese a estas aclaraciones, hay periodistas que desde hace años advierten de una conspiración de la RFEF y, su entonces presidente, Ángel María Villar para favorecer deportivamente al F. C. Barcelona (véase El villarato). Otra teoría es que en determinados sorteos futbolísticos (como la Champions League) hay bolas calientes (o frías), con diferente peso o rugosidad, para que la persona que tenga que meter la mano sepa cual tiene que elegir (para beneficiar a un equipo en una eliminatoria porque su rival es más débil), siendo el Real Madrid uno de los principales acusados.
El paso de los años también provoca que surjan leyendas o historias inventadas sobre hazañas increíbles de deportistas. Por ejemplo, la que afirma que Muggsy Bogues, jugador de baloncesto de los Charlotte Hornets, el más bajo de la historia de la NBA (1,60 m), realizó el único mate de su carrera el 4 de diciembre de 1990, en un partido contra los Washington Bullets. Algo que en realidad no ocurrió, puesto que aquel día estos dos equipos no jugaron ningún partido. Bogues nunca alcanzó el aro, situado a 3,05 m de estatura. El jugador más bajo que consiguió hacer mates fue Spud Webb, que mide 1,67 metros. Otra leyenda popular en España es que Miguel Induráin confesó indirectamente que se dopaba al periodista José María García en uno de sus programas radiofónicos.
Otra leyenda urbana que surgió en los últimos años era que el histórico futbolista Telmo Zarra era gitano. Tras realizar una edición vandálica desde una IP anónima en la Wikipedia española en 2008 esta mentira fue incluida en el artículo dedicado al futbolista y de ahí se extendió a otros medios posteriormente, tomando como cierta esta afirmación infundada.
Relacionado al fútbol, en Avellaneda (Argentina) circuló que un grupo de simpatizantes del Independiente enterró siete gatos negros muertos en una de las porterías del estadio del Racing Club, su rival, que venía de ganar la Copa Intercontinental 1967. Esto provocó una supuesta maldición, que coincidió con los fracasos deportivos e institucionales del Racing Club y las conquistas futbolísticas del Independiente en los años subsiguientes. Los hinchas, incluyendo a los entrenadores Juan Carlos Lorenzo y Alfio Basile, tuvieron numerosos intentos de eliminarla. Cuando Racing Club ganó el Torneo Apertura 2001, la leyenda empezó a dictar que se habían desenterrado los siete gatos.

### Inseguridad

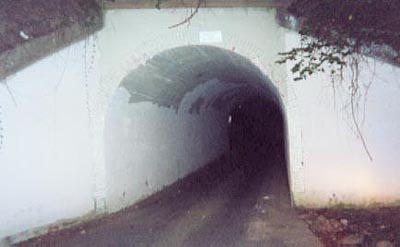
Colchester Overpass, el sitio de la leyenda urbana de la década de 1970 del "Bunny Man", se dice que es un hombre o fantasma disfrazado de conejo que atacó a las personas en el área.

Muchas leyendas urbanas tienen que ver con delincuencia o sucesos que puedan generar y extender una sensación de miedo en una comunidad.
- Por ejemplo, durante décadas surge en distintos lugares la alarma ante la aparición de una furgoneta blanca que secuestra niños a las puertas de un colegio.
- También reaparece cada cierto tiempo la historia de una familia que pierde de vista a su hijo en un centro comercial, avisa a los guardias, que cierran las puertas, y acaban encontrando al niño en los baños, con la cabeza rapada y distinta ropa.
- Durante los años noventa fue muy popular la leyenda de que entre las butacas del cine había jeringuillas contaminadas con el VIH, que la gente se clavaba al sentarse sin verlas por estar a oscuras.
- Fenómeno de los payasos de 2016

### Otras

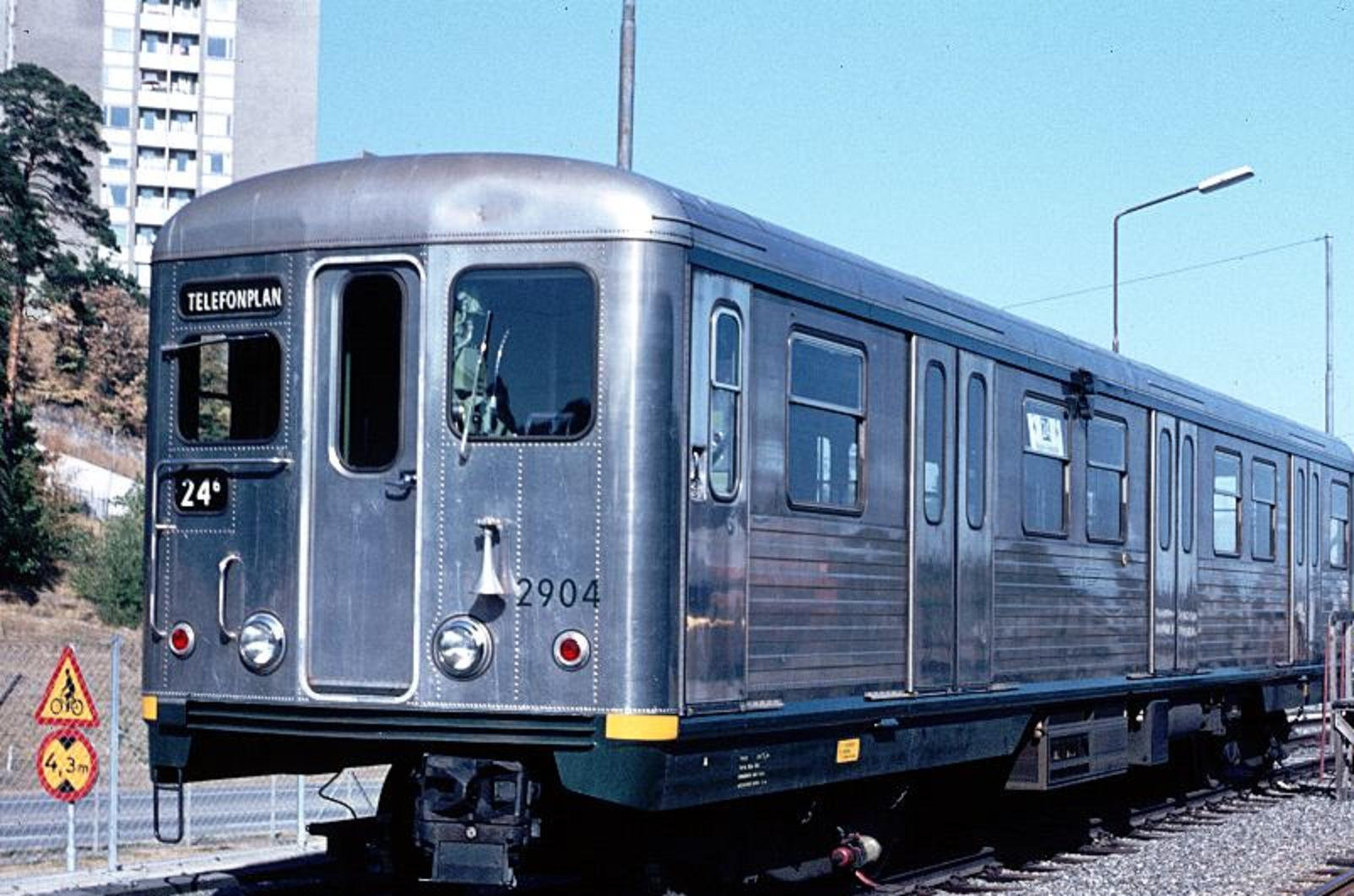
Un ejemplo de un supuesto tren fantasma, el "Silverpilen"

Aunque la diferencia entre leyendas urbanas y falsos mitos o creencias populares a menudo es muy tenue, a menudo se difunde:
- que los taiwaneses comen fetos de bebés.
- que en las alcantarillas de Nueva York viven cocodrilos ciegos.
- que se puede ver la Gran Muralla China desde el espacio.[63]
- que los móviles pueden provocar la explosión de un tanque de gasolina.
- que los cienciólogos comen bebés.
- Que existía el llamado Reto de Momo que supuestamente inducía a niños al suicidio.
- Que se podían embotellar felinos para crear lo que se conocía como gatos bonsáis.
- Que se pueden volcar vacas cuando se encuentren desprevenidas o dormidas en un campo abierto.
- Hombres de negro, relacionado con el fenómeno extraterrestre.
- Maldición del faraón
- Aprobado por catástrofe
- Jabón de acero inoxidable
- Desaparición del gen rubio
- Astronauta fantasma
- El submarinista calcinado
- Síndrome de la rana hervida
- Tren de oro nazi